# Muscicapa
A Muscicapa a madarak (Aves) osztályának verébalakúak (Passeriformes) rendjébe, ezen belül a légykapófélék (Muscicapidae) családjának egyik, magyarul egyszerűen légykapónak nevezett neme.

## Rendszerezés
A nemet Mathurin Jacques Brisson írta le 1760-ban, az alábbi fajok tartoznak ide:
- Muscicapa griseisticta
- Muscicapa sibirica
- Muscicapa ferruginea
- Muscicapa muttui
- barna légykapó (Muscicapa dauurica vagy Muscicapa latirostris)
- Muscicapa williamsoni
- Muscicapa randi
- Muscicapa segregata
- Muscicapa epulata
- natali légykapó (Muscicapa adusta)
- Muscicapa sethsmithi
- szürke légykapó (Muscicapa striata)
- Muscicapa tyrrhenica[1] vagy Muscicapa striata tyrrhenica[2]
- Muscicapa gambagae
- Muscicapa aquatica
- Muscicapa cassini
- vörösfarkú légykapó (Muscicapa ruficauda[2] vagy Ficedula ruficauda)[1]
- Muscicapa ussheri[2] vagy Bradornis ussheri[1]
- Muscicapa infuscata[2] vagy Bradornis fuliginosus[1]
- Muscicapa boehmi[2] vagy Bradornis boehmi[1]
- Muscicapa olivascens[2] vagy Fraseria olivascens[1]
- Muscicapa lendu[2] vagy Fraseria lendu[1]
- Muscicapa itombwensis[2]
- Muscicapa comitata[2] vagy Bradornis comitata[1]
- Muscicapa tessmanni[2] vagy Fraseria tessmanni[1]
- Muscicapa caerulescens[2] vagy Fraseria caerulescens[2]